# Zawór pneumatyczny

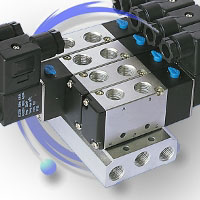
Zawory sterowane elektromagnetycznie

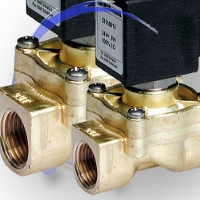
Zawory membranowe

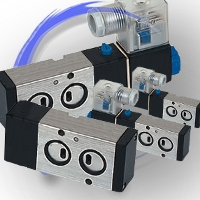
Zawory NAMUR

Zawór pneumatyczny – urządzenie pneumatyczne sterujące przepływem sprężonego czynnika roboczego (najczęściej sprężonego powietrza). Rozróżnia się zawory pneumatyczne sterujące kierunkiem przepływu (rozdzielacze), sterujące ciśnieniem oraz sterujące natężeniem przepływu.
Zawory pneumatyczne sterujące kierunkiem przepływu nazywa się zaworami rozdzielającymi lub potocznie rozdzielaczami. Za ich pomocą można kierować strumień czynnika roboczego do dowolnej części układu pneumatycznego oraz zamykać lub otwierać jego dostęp.

## Literatura
- Szenajch W.: – Pneumatyka i hydraulika maszyn technologicznych. Skrypt Politechniki Warszawskiej, W-wa, 1983.